# Carlos Brown
Carlos Brown   (Argentina, 25 de febrer de 1882 - 12 d'agost de 1926) fou un futbolista argentí de la dècada de 1900.
La seva família era d'origen escocès. Quatre germans seus – Alfredo, Eliseo, Ernesto i Jorge – així com un cosí, Juan Domingo, també foren futbolistes internacionals.
Fou 2 cops internacional amb la selecció argentina. Pel que fa a clubs, defensà els colors d'Alumni.